# Джона Голдберг
Джона Джейкоб Голдберг (англ. Jonah Jacob Goldberg; нар. 21 березня 1969, Нью-Йорк) — американський політолог, колумніст і публіцист, головний редактор National Review Online.
Народився на Мангеттені, в сім'ї Сіднея Голдберга (Sidney Goldberg, 1931—2005) і Люсьєн Голдберг (Lucianne Goldberg, уроджена Стайнбергер, нар. 1935). Мати була залучена у скандал з Монікою Левінські і подальший імпічмент Білла Клінтона.
Закінчив Гаучер-коледж (1991). У період навчання зайнявся журналістикою. Незабаром після закінчення коледжу почав співпрацювати в Американському інституті підприємництва, працював продюсером програм з актуальних політичних питань на телебаченні, а у 1998 році почав працювати у «National Review» колумністом і редактором.
У 2008 році вийшла його книга «Liberal Fascism: The Secret History of the American Left, From Mussolini to the Politics of Meaning», яка на сьомому тижні з моменту публікації зайняла перший рядок списку бестселерів за версією The New York Times. У 2013 році опублікував свою другу книгу — «The Tyranny of Cliches: How Liberals Cheat in the War of Ideas».
Виступає коментатором на різних телеканалах консервативної спрямованості.